# サッカークック諸島女子代表
サッカークック諸島女子代表（サッカークックしょとうじょしだいひょう）は、クック諸島サッカー協会(英語: Cook Islands Football Association, 略称：CIFA)によって編成されるクック諸島の女子サッカーナショナルチームである。オセアニアサッカー連盟(OFC)に所属している。2003年に代表チームが結成され、オセアニア女子サッカー選手権であるOFC女子ネイションズカップに出場している。
女子ワールドカップ、オリンピックともに出場はない。

## ワールドカップの成績
- 1991 - 不参加
- 1995 - 不参加
- 1999 - 不参加
- 2003 - 予選敗退
- 2007 - 予選敗退
- 2011 - 予選敗退

## オリンピックの成績
- 1996 - 不参加
- 2000 - 不参加
- 2004 - 予選敗退
- 2008 - 予選敗退
- 2012 - 予選敗退

## OFC女子ネイションズカップの成績
| 開催年 | 結果               | 試合   | 勝利   | 引分   | 敗戦   | 得点   | 失点   |
| ------ | ------------------ | ------ | ------ | ------ | ------ | ------ | ------ |
| 1983   | 不参加             | 不参加 | 不参加 | 不参加 | 不参加 | 不参加 | 不参加 |
| 1986   | 不参加             | 不参加 | 不参加 | 不参加 | 不参加 | 不参加 | 不参加 |
| 1989   | 不参加             | 不参加 | 不参加 | 不参加 | 不参加 | 不参加 | 不参加 |
| 1991   | 不参加             | 不参加 | 不参加 | 不参加 | 不参加 | 不参加 | 不参加 |
| 1995   | 不参加             | 不参加 | 不参加 | 不参加 | 不参加 | 不参加 | 不参加 |
| 1998   | 不参加             | 不参加 | 不参加 | 不参加 | 不参加 | 不参加 | 不参加 |
| 2003   | グループリーグ敗退 | 4      | 0      | 0      | 4      | 1      | 26     |
| 2007   | 不参加             | 不参加 | 不参加 | 不参加 | 不参加 | 不参加 | 不参加 |
| 2010   | 3位                | 5      | 3      | 0      | 2      | 5      | 11     |
| 2014   | 3位                | 3      | 0      | 1      | 2      | 2      | 16     |
| 合計   | 3/10               | 12     | 3      | 1      | 8      | 8      | 53     |

## FIFAランキング
- 初登場 - 91位(2003年7月)
- 最高順位 - 91位(2003年7月)
- 最低順位 - 118位(2010年8月)